# Arthur Chevrolet
Pour les articles homonymes, voir Chevrolet (homonymie).
Arthur Chevrolet, né le 25 avril 1884 à La Chaux-de-Fonds (Suisse) et mort le 16 avril 1946 à Slidell (Louisiane), est un entrepreneur et pilote automobile américain d'origine suisse. Il est le frère cadet de Louis Chevrolet (fondateur de la marque automobile Chevrolet) et le frère aîné de Gaston Chevrolet (vainqueur des 500 miles d'Indianapolis 1920).

## Biographie
Né en Suisse avant de rapidement déménager en France avec toute sa famille, Arthur Chevrolet part s'installer aux États-Unis en 1902 à l'invitation de son frère ainé Louis (futur fondateur de la marque Chevrolet). Suivant l'exemple de Louis, Arthur travaille comme mécanicien tout en se lançant dans le sport automobile, ce qui lui vaut de participer en 1911 à la toute première édition des 500 miles d'Indianapolis (abandon par casse du vilebrequin), après avoir été deux fois quatrième la saison précédente en AAA National Championship, sur l'Indianapolis Motor Speedway avec une Buick.
En 1915, Arthur Chevrolet participe avec ses frères Gaston et Louis (qui vient de céder ses parts de Chevrolet) à la création de la marque automobile Frontenac, qu'ils engagent dans diverses compétitions. En 1916, Arthur participe à l'Indy 500 (mais comme en 1911, est rapidement contraint à l'abandon) et revient une troisième fois dans l'Indiana en 1920, où un grave accident lors des essais d'avant-course l'oblige à renoncer à sa carrière de pilote. Son frère Gaston remporte la course, mais trouve la mort dans un accident quelques mois plus tard, et Louis doit abandonner au quatorzième tour. 
Après l'aventure Frontenac, Louis et Arthur s'associent à nouveau pour créer un moteur d'avion, mais ne tardent pas à se brouiller. Arthur retourne alors dans le milieu de l'automobile. Souffrant de dépression, il se suicide en 1946.